# Krystalová hora
Krystalová hora (anglicky: Crystal Mountain, arabsky: Gebel el-Izaz) je hřeben mezi oázami Bahríja a Farafra v Egyptě, v severní části národního parku Bílá poušť. V něm je skalní průlom orámovaný krystaly. 

## Popis
Skalní útvar byl objeven náhodou při silničních pracích na silnici z Farafry do Bahríji, během níž byla otevřena a částečně zničena subvulkanická kupole.
Krystaly barytu (BaSO4) a/nebo kalcitu (CaCO3), které daly hoře název, dosahují délky od několika centimetrů do několika decimetrů. Jsou obvykle velmi dobře vyvinuty. Jsou bezbarvé až průsvitné bílé. 
Díky výjimečné formaci krystalů se Krystalová hora stala turistickou atrakcí. 

## Geologie

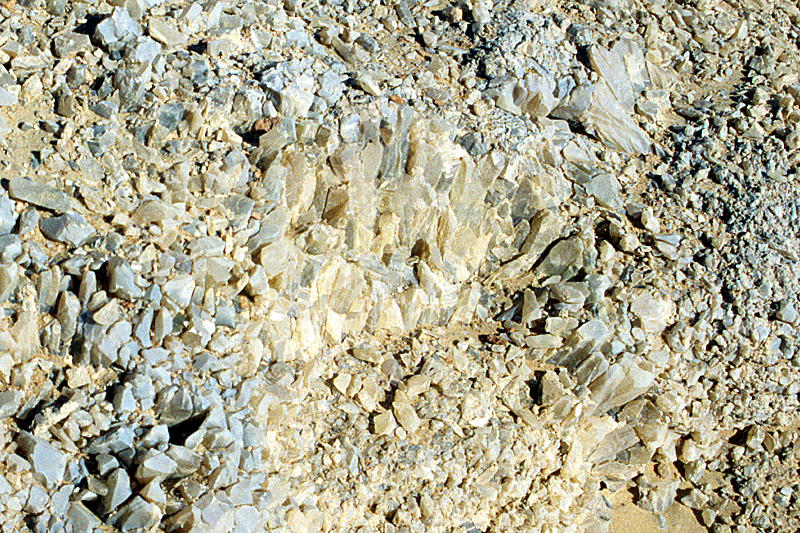
Krystaly z Krystalové hory na detailním snímku

Subvulkanická klenba byla pravděpodobně vytvořena během oligocénu. Viditelné vrstvy jsou z bílého pouštního vápence, který vznikl pravděpodobně na konci křídy, z mladší uhelné sloje přeměněné v antracit a z hydrotermálně impregnovaných, načervenalých až hnědavě zbarvených hornin s obsahem železa. 
Krystaly se vytvořily z vystupujících hydrotermálních roztoků, které rozpustily síran barnatý (BaSO4) a uhličitan vápenatý (CaCO 3) ve vysoké koncentraci z okolní sedimentární horniny. Roztoky se pomalu ochladily v dutinách (geodách) a kopulích tvořených plyny, což způsobilo vysrážení velkých sloupcových krystalů. 